# الجرنوس
قرية الجرنوس هي إحدى القرى التابعة لمركز بني مزار بمحافظة المنيا في جمهورية مصر العربية. حسب إحصاءات سنة 2006، بلغ إجمالي السكان في الجرنوس 20169 نسمة، منهم 9719 رجلا و10450 امرأة.